# Сладкая N и другие
«Сладкая N и другие» — дебютный альбом Майка Науменко, выпущенный в 1980 году. Представляет собой акустический цикл песен, ставших позже известных в исполнении группы «Зоопарк». Состоит из 16 песен, в том числе из таких хитов, как «Если ты хочешь», «Пригородный блюз», «Сладкая N», «Дрянь», «Всё в порядке», «Прощай, детка!» и многих других.
Включён в книгу «100 магнитоальбомов советского рока» Александра Кушнира.

## Создание альбома
Альбом был записан в 1980 году в студии Большого театра кукол, где ранее писались барды. Майк работал там техником-радистом и уже имел собственный музыкальный материал, часть которого уже была зафиксирована двумя годами ранее. Разрешение на запись давал лично главный режиссёр театра Виктор Сударушкин. В каждом таком разрешении указывалось, что запись «экспериментальная».
Организатором записи стал Игорь Свердлов. В записи Майку помогали гитарист Владимир Зорин, с которым Майк играл в группе «Капитальный ремонт» в конце 1970-х годов, и Борис Гребенщиков, с которым Майк недолгое время играл в «Аквариуме» и записал первый совместный альбом. Играли на акустических гитарах, также использовалась перкуссия и бас.
В будущем несколько песен из альбома были переписаны Майком и группой «Зоопарк» для альбомов «Уездный город N» («Если ты хочешь», «Дрянь», «Пригородный блюз», «Позвони мне рано утром»), «Белая полоса» («Прощай, детка», «Страх в твоих глазах») и «Музыка для фильма» («Если ты хочешь», «Сладкая N»). Предметом мифологий стала заглавная песня, прототип которой до сих пор точно не установлен. По воспоминаниям Кушнира и друзей Майка, возможным прототипом стала ленинградская художница Татьяна Апраксина, с которой Майк был знаком с 1974 года. Сама Апраксина утверждала, что большинство песен Майк впоследствии написал о ней. Сам Майк при жизни отрицал существование «Сладкой N» в реальности и утверждал, что женщина изначально вымышленная и не существующая в природе.

## Отзывы и влияние
Артемий Троицкий признавался в 1993 году, что когда услышал впервые альбом Майка, то предложил Гребенщикову приехать и дать концерт вместе с Науменко в Москве:

Я о Майке ничего не знал, об альбоме «Все братья — сёстры» я узнал уже постфактум. Услышал я о нём от Гребенщикова где-то весной 1980 года, уже после Тбилиси. БГ приехал в Москву и привёз кассету, про которую сказал, что это поёт его приятель, которого он, как сам выразился, продюсирует. Там были акустические записи Майка — «Пригородный блюз», «Дрянь» и ещё пара вещей. Мне эти записи страшно понравились, и, хотя я был в то время увлечён Гребенщиковым, они мне понравились больше, о чём я прямодушно Борису и сказал, чем, по-моему, его слегка смутил.
Боря очень туманно говорил, что да, это его приятель, из Ленинграда, играет, песенки пописывает, фамилии его мне не назвал. Кличка — Майк. Мне же настолько полюбились эти песни, что я просто Борю затрахал, чтобы он меня с Майком познакомил, приехал с ним в Москву и так далее.
— Артемий Троицкий
В книге «100 магнитоальбомов советского рока» Александр Кушнир писал:

От этого альбома веяло вдохновением и шестидесятыми. Медленные рок-н-роллы («Седьмое небо») соседствовали с ритм-энд-блюзами («Утро вдвоём») и магнетизмом «Пригородного блюза», в котором строчка «хочется курить, но не осталось папирос» казалась вытащенной из арсенала декадентской поэзии серебряного века. Исполняемая в бешеном темпе, эта композиция выглядела как открытая заявка на панк-рок. В то время «Пригородный блюз» воспринимался как призыв к вооружённому восстанию — не случайно спустя пару лет при литовке в рок-клубе вместо «я сижу в сортире и читаю Rolling Stone» оказалось «я сижу в квартире». Хорошо хоть, что цензоры с улицы Рубинштейна не тронули красивое, но подозрительное слово «папирос». Мало ли, что там могло быть внутри…
— А. И. Кушнир
Журнал «Афиша» отзывался об альбоме «Сладкая N и другие» в 2013 году:

У «Сладкой N» есть очевидное сходство с луридовской «Sweet Jane». Она, как в фолк-каноне «Where Did You Sleep Last Night», непонятно где провела эту ночь. Майк, несмотря ни на что, покорен ей так же, как Джаггер своей «Lady Jane». Впрочем, в строчках, которые Майк годами вписывал в серую тетрадку, важнее не столько героиня, сколько происходящее с героем в минуты размышления. То, о чем никто больше не спел и уже не споёт: думы о пяти рублях, престранные гости, гонцы в гастроном, почему-то Бах из колонок. Это не было ни репортажем, ни игрой воображения и одновременно было и тем и другим. «Сермяжная правда русского рока — за Майком», — написал Артемий Троицкий, назвав Сладкую N «центровой давалкой, примоднённой и, натурально, пьяницей». «Сладкая N» — энциклопедия советской жизни", — сказала Людмила Петрушевская.
— Афиша-Волна (2013)
Редакция интернет-журнала «УндергрундХерос», выпустив статью к 40-летнему юбилею альбома, отмечала:

Будучи профессиональным переводчиком, Михаил Васильевич Науменко начинал с переводов текстов песен американских и британских рок-легенд: Лу Рида, Боба Дилана, Марка Болана, Джаггера с Ричардсом, Игги Попа и много кого ещё. Однако, не стоит настолько предвзято относиться к песням Майка: взяв за музыкальную основу западный блюз и рок-н-ролл, маэстро воспел советский семейный быт без прикрас, на русском языке и, что немаловажно, с русским менталитетом. Конечно, можно увидеть цитирования западных рок-героев (например, строчка «Твоё красивое лицо катится ко всем чертям» была явной отсылкой к песне The Stooges), но на фоне бесконечных заимствований западных мотивов тем же Гребенщиковым, подобные цитирования от Майка казались, скорее, исключением, чем правилом.
— сайт «УндергрундХерос», 6 апреля 2020
Кавер-версию на песню «Дрянь» впоследствии включила в свой репертуар фолк-рок певица Ольга Першина:

Мой вариант «Ты — дрянь» Майка Науменко совсем непохож на традиционный. Он мой и в то же время он ленинградский, и что-то осталось от Майка. У меня всегда всё холодело внутри от этой «дряни», она, с одной стороны, очень жестокая, с другой стороны — она очень рок-н-ролльная. Для меня это классика ленинградского рок-н-ролла. Мне бы хотелось, чтобы музыку Майка не забывали.
— Ольга Першина о песне «Дрянь»

## Список композиций (переиздание 2001 года с бонус-треками)
Все песни написаны Майком, кроме указанных особо
| №   | Название                                              | Автор(ы)                     | Длительность |
| --- | ----------------------------------------------------- | ---------------------------- | ------------ |
| 1.  | «Если ты хочешь»                                      |                              | 2:40         |
| 2.  | «Седьмое небо»                                        |                              | 2:52         |
| 3.  | «Фрагмент»                                            |                              | 1:52         |
| 4.  | «Пригородный блюз»                                    |                              | 1:45         |
| 5.  | «Свет»                                                |                              | 2:31         |
| 6.  | «Утро вдвоём»                                         |                              | 1:46         |
| 7.  | «Если будет дождь»                                    |                              | 4:22         |
| 8.  | «Я возвращаюсь домой»                                 |                              | 2:19         |
| 9.  | «Blues de Moscou (Часть I)»                           | Майк, Игорь «Иша» Петровский | 1:28         |
| 10. | «Сладкая N»                                           |                              | 3:14         |
| 11. | «Блюз твоей реки»                                     |                              | 2:16         |
| 12. | «Дрянь»                                               |                              | 4:28         |
| 13. | «Всё в порядке (Просто у меня открылись старые раны)» |                              | 3:47         |
| 14. | «Всю ночь»                                            |                              | 3:50         |
| 15. | «Позвони мне рано утром»                              |                              | 4:43         |
| 16. | «Прощай, детка!»                                      |                              | 2:13         |

| №   | Название                 | Длительность |
| --- | ------------------------ | ------------ |
| 17. | «Если ты хочешь»         | 2:40         |
| 18. | «Пригородный блюз»       | 1:45         |
| 19. | «Сладкая N»              | 3:14         |
| 20. | «Блюз твоей реки»        | 2:16         |
| 21. | «Дрянь»                  | 4:28         |
| 22. | «Всю ночь»               | 3:50         |
| 23. | «Позвони мне рано утром» | 4:35         |
| 24. | «Прощай, детка!»         | 2:04         |

| №   | Название                                             | Автор(ы)                | Длительность |
| --- | ---------------------------------------------------- | ----------------------- | ------------ |
| 25. | «Горький ангел»                                      |                         | 4:20         |
| 26. | «Ода ванной комнате»                                 |                         | 2:38         |
| 27. | «(С)Трах в твоих глазах»                             |                         | 2:50         |
| 28. | «Похмельный блюз»                                    | Майк, Борис Гребенщиков | 5:31         |
| 29. | «Когда я знал тебя совсем другой»                    |                         | 2:43         |
| 30. | «Седьмая глава»                                      |                         | 3:11         |
| 31. | «Женщина»                                            |                         | 3:47         |
| 32. | «Ты любишь всё, что видишь»                          |                         | 1:38         |
| 33. | «Панама»                                             | неизвестен              | 1:37         |
| 34. | «Стоит кирпичная стена»                              | Вячеслав Зорин          | 1:40         |
| 35. | «Слоники»                                            | Вячеслав Зорин          | 1:35         |
| 36. | «Мальчик взял гитару»                                | Вячеслав Зорин          | 2:20         |
| 37. | «P.S. (Посвящение Игорю Свердлову)»                  |                         | 0:54         |
| 38. | «Sweet Little Rock'N'Roll (Акустический рок-н-ролл)» | Chuck Berry             | 2:34         |
| 39. | «Sweet Little Sixteen»                               | Chuck Berry             | 2:09         |
| 40. | «Brown Sugar»                                        | Jagger/Richards         | 3:05         |
| 41. | «Lady Jane»                                          | Jagger/Richards         | 3:21         |
| 42. | «Похмельный блюз» (версия)                           | Майк, Борис Гребенщиков | 3:22         |
| 43. | «Прощай, детка!» (версия)                            |                         | 2:01         |
| 44. | «Blues de Moscou (Часть II)»                         |                         | 4:13         |

## Участники записи
- Майк Науменко — гитара, вокал (кроме 34-36 и 41), подпевки (34, 41)
- Вячеслав Зорин («Капитальный ремонт») — гитара, спецэффекты, вокал (34-36), подпевки (9, 37-40)
- Борис Гребенщиков («Аквариум») — губная гармоника (6, 11, 20, 28, 30, 31), гитара, вокал (4, 41)
- Михаил Файнштейн («Аквариум») — перкуссия (CD2)
- Андрей Романов («Аквариум») — перкуссия (CD2)
- Александр «Фагот» Александров («Аквариум») — фагот (25)
- Илья Куликов («Зоопарк») — бас-гитара (дописана на композициях 1, 4, 10-12, 16-18 в 1982 году)

Технический персонал
- Игорь «Птеро Д’Актиль» Свердлов — звукорежиссёр
- Алла Соловей — ассистент звукорежиссёра